# Mburamazi (periodiskt vattendrag i Burundi, Cankuzo)
Mburamazi är ett periodiskt vattendrag i Burundi.   Det ligger i provinsen Cankuzo, i den östra delen av landet, 150 kilometer öster om huvudstaden Bujumbura.
I omgivningarna runt Mburamazi växer huvudsakligen savannskog. Runt Mburamazi är det ganska glesbefolkat, med 32 invånare per kvadratkilometer.